# Дастархан
Дастарха́н (от перс. دسترخوان‎ — «Скатерть»); азерб. dəstərxan, баш. дастархан, dastarxan,  кирг. дасторкон, хинди दस्तरख़्वान, каз. дастарқан, бенг. দস্তরখান, туркм. desterhan, узб. дастурхон) — в Средней Азии, а также у некоторых других народов Востока:
- скатерть, используемая во время трапез[1];
- сервированный стол (обычно прямоугольной или квадратной, реже круглой, формы, высотой 30—35 см)[2].

Вокруг дастархана стелятся лёгкие стёганые тюфяки шириной 70—80 сантиметров, и все участники трапезы садятся на них по периметру дастархана.
Если трапеза происходит во дворе, то для этого применяются деревянные, часто украшенные резьбой (иногда сварные металлические) топчаны «чарпая» площадью 5—10 м². Они стоят во дворах под навесом, деревьями или под виноградником, закрывающим своей листвой от солнца всё пространство под собой.
В европейской культуре «дастарханом» принято также называть не только сам стол, но и вообще весь среднеазиатский обеденный ритуал.